# Gregory Scott Paul
Gregory Scott Paul (Washington, 24 dicembre 1954) è un paleontologo, sociologo e illustratore statunitense.
Ricercatore libero professionista, scrittore e illustratore nel campo della paleontologia, si dedica attualmente anche all'esame della sociologia e teologia. È noto per la sua ricerca sui dinosauri teropodi e le sue relative dettagliate illustrazioni, sia in carne che in scheletro. Coinvolto nell'indagine e restauro di dinosauri per tre decenni, Paul ha ricevuto riconoscimenti e citazioni su schermo quale specialista di dinosauri su Jurassic Park, L'impero dei dinosauri e Pianeta dei dinosauri. È l'autore e illustratore di molteplici libri, tra i quali Predatory Dinosaurs of the World (1988), The Complete Illustrated Guide to Dinosaur Skeletons (1996), Dinosaurs of the Air (2001), The Princeton Field Guide To Dinosaurs (2010), Gregory S. Paul's Dinosaur Coffee Table Book (2010), e curatore del volume The Scientific American Book of Dinosaurs (2000). La sua recente ricerca sulle interazioni tra religione e società ha ricevuto risonanza internazionale.